# Squad D
Squad D ist der Titel einer Kurzgeschichte von Stephen King, die dieser Ende der 1970er Jahre schrieb. Sie wurde Anfang 2019 vom US-amerikanischen Verlag Cemetery Dance Publications im 8. Band der Anthologiereihe Shivers veröffentlicht. Eine deutsche Übersetzung erschien ebenfalls 2019 im Rahmen der Reihe Cemetery Dance Germany (Band 2) beim Buchheim Verlag Grimma.

## Inhalt
Josh Bortman ist das einzige Mitglied von Squad D (Trupp D), das noch am Leben ist. Er befand sich im Lazarett, als die anderen neun Mitglieder des Trupps einer Falle des Vietcong zum Opfer fielen. Von Schuldgefühlen zerfressen, schickt er den Hinterbliebenen ein von ihm selbst geschossenes Foto, das den Trupp und damit seine besten und einzigen Freunde zeigt.
Drei Jahre später versucht Dale Clewson – Vater des toten Billy aus Squad D – verzweifelt, Josh zu erreichen, nachdem dieser auf einmal doch auf dem Foto zu sehen ist. Wie sich bei einem Telefonat mit Joshs Vater herausstellt, hat Josh sich das Leben genommen und ist so mit seinen Freunden wieder zusammengekommen, im Tod wie auch auf dem Foto.

## Wissenswertes und Weblink
- Die Geschichte wurde von Harlan Ellison abgelehnt, der sie für nicht gut genug befand für seine Anthologie Dangerous Visions III.
- Später verarbeitete King die Idee der Schuldgefühle eines Überlebenden in Nachgelassene Dinge erneut.
- Das amerikanische Vietnam-Trauma verarbeitete King in seinem Werk Atlantis.
- Die Idee sich verändernder Bilder ist in vielen Werken Kings zentral, zum Beispiel in der Kurzgeschichte Stationary Bike (dt. Der Hometrainer) und dem Roman Wahn.
- Ausführliche Inhaltsangabe im KingWiki